# Organisation du renseignement du corps des gardiens de la révolution islamique
L'Organisation du renseignement du corps des gardiens de la révolution islamique (en persan : سازمان اطلاعات سپاه پاسداران انقلاب اسلامی) est une agence de renseignement iranienne au sein du Corps des gardiens de la révolution islamique et fait partie du Conseil de coordination du renseignement. Elle a été créée à l'initiative de Khamanei en 2009.

## Description
L'organisation du renseignement du Corps des gardiens de la révolution islamique est membre du Conseil de coordination du renseignement qui regroupent les principales agences de renseignement iraniennes. 

## Responsables
- Hossein Taeb dirige l'organisation entre 2009 et 2022[3], et Mahdi Sayyari en est le dirigeant adjoint depuis 2016.
- Brigadier général Mohammad Kazemi (en) dirige l'organisation à partir de 2022[3].